# ویلیام اورچاردسون
ویلیام اورچاردسون (انگلیسی: William Orchardson; ۱ ژانویهٔ ۱۸۸۱ – تاریخ ورودی نامعتبر است) بازیکن هاکی روی چمن اهل بریتانیا بود.

## زندگی‌نامه
اورچاردسون در ثانت، انگلستان به دنیا آمد و پسر سر ویلیام کویلر اورچاردسون (نقاشی متولد اسکاتلند) بود.
او کریکت باشگاهی را برای کارتا در گلاسگو بازی کرد.
او به همراه برادرش ایان، به کریچو در کنیا مهاجرت کرد تا به کشاورزی بپردازد.